# Antonio Benedetto Antonucci
Antonio Benedetto Antonucci, italijanski rimskokatoliški duhovnik, škof in kardinal, * 17. september 1798, Subiaco, † 28. januar 1879, Ancona.

## Življenjepis
22. septembra 1821 je prejel duhovniško posvečenje.
17. decembra 1840 je bil imenovan za škofa Montefeltra; 18. julija 1841 je prejel škofovsko posvečenje.
22. julija 1842 je bil imenovan za škofa Ferentina, 25. julija 1844 za naslovnega nadškofa Tarsusa, 13. septembra istega leta za apostolskega nuncija in 5. septembra 1841 za nadškofa (osebni naziv) škofije Ancone e Numane.
15. marca 1858 je bil povzdignjen v kardinala in imenovan za kardinal-duhovnika Ss. Silvestro e Martino ai Monti.